# Stella verde

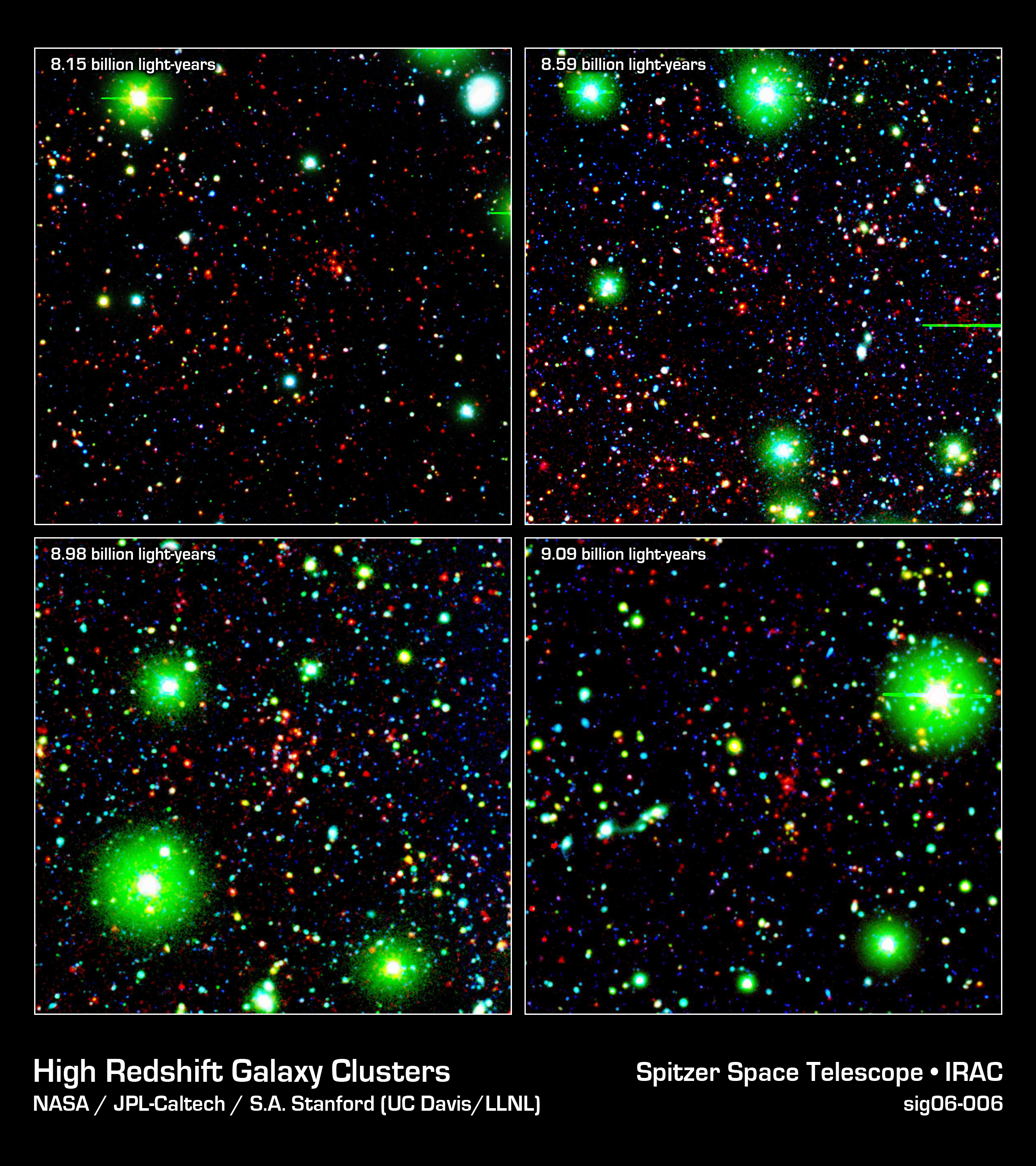
Immagine composta in falsi colori in cui le stelle della Via Lattea sono rappresentate di colore verde; sullo sfondo, in rosso e blu, gli ammassi di galassie che erano l'obiettivo delle osservazioni.

In astronomia, una stella verde è una stella avente una temperatura superficiale compresa tra 6000 e 7000 Kelvin che quindi, seguendo lo spettro elettromagnetico, dovrebbe emettere una luce percepita come verde. 
Tuttavia, osservando il cielo da terra, non è generalmente possibile osservare stelle di colore verde tranne in particolari o rare condizioni, come nei casi delle stelle doppie e del cosiddetto raggio verde del Sole oppure nelle immagini con falsi colori, poiché l'occhio umano percepisce come bianche le radiazioni luminose emesse da queste stelle. Peraltro è possibile osservare altri oggetti astronomici che hanno un colore verde o verdognolo.
In maniera simile l'occhio umano non vede facilmente il colore viola delle stelle molto calde che appaiono blu.

## Perché le stelle non appaiono verdi

Curve di Planck di un corpo nero per varie temperature e confronto con la teoria classica di Rayleigh-Jeans.

La temperatura della superficie di una stella determina il colore della sua luce:  ad esempio, una stella molto fredda emette una radiazione con frequenza lunga e quindi appare di colore rosso, mentre una stella molto calda emette radiazioni elettromagnetiche con una lunghezza d'onda molto piccola e come tale appare di colore blu. Di conseguenza le stelle con temperatura intermedia hanno un colore variabile che, partendo dal rosso (temperatura bassa) verso il blu (temperatura alta), può andare dall'arancione, al giallo o bianco. 

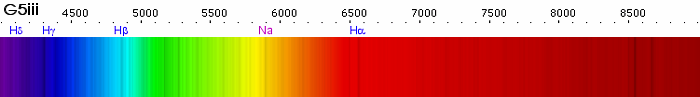
Spettro continuo

Lo stesso principio può essere osservato scaldando una sbarra di ferro: all'inizio il metallo appare di colore rosso scuro, dopodiché all'aumento della temperatura il ferro diventa prima rosso vivace, poi arancione, giallo e infine bianco-bluastro.

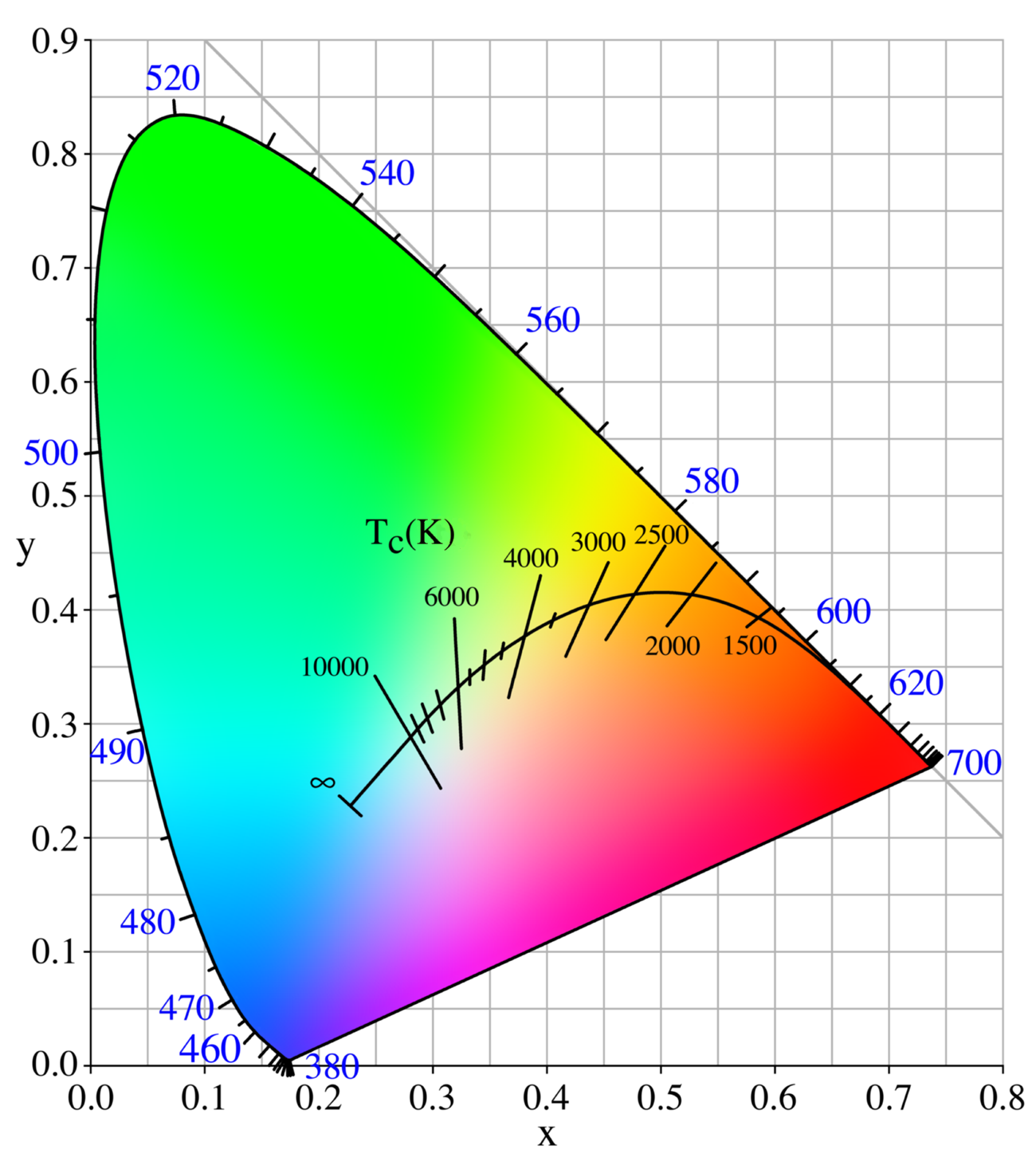
La cromaticità della radiazione del corpo nero e la maggior parte delle stelle si trovano sul locus planckiano (la linea nera curva vicino al centro del diagramma), con la temperatura corrispondente data in kelvin (in CIE XYZ). I colori spettrali (arcobaleno) si trovano sulla parte esterna curva del diagramma, con la loro lunghezza d'onda data in nanometri.

Tuttavia, osservando lo spettro elettromagnetico, si possono notare tutti i colori dell'arcobaleno e in particolare il verde circa nel mezzo, mentre il bianco non è presente.
La spiegazione sul perché nell'universo esistano stelle di ogni colore, tranne il verde, deve essere ricercata nella fisiologia del corpo umano, ed in particolare nella specifica curva di risposta spettrale dell'occhio umano.
Infatti le stelle si comportano come un corpo nero ed emettono tutte le radiazioni dello spettro del visibile ovvero non emettono un solo colore; tuttavia gli occhi umani, grazie ai coni fotorecettori poste sulla retina, percepiscono solo il colore dominante della radiazione. Le stelle fredde emettono radiazioni con picco dominante nel rosso, tale per cui vengono percepite come rosse; viceversa le stelle calde emettono radiazioni con picco dominante nel blu. Le stelle aventi una temperatura con un picco dominante nel verde inviano anche tutte le altre radiazioni luminose incluse nello spettro e queste radiazioni sono in grado di attivare contemporaneamente tutti e tre i tipi di coni oculari che catturano la luce verde, blu e rossa. Queste informazioni vengono inviate al cervello che rielabora i tre colori percepiti dalla suddetta radiazione (verde, rosso e blu) e li interpreta come bianco. 
Il risultato è che una stella "tecnicamente" verde appare all'uomo come bianca: per questo motivo l'astronomia, che è una scienza basata principalmente sull'osservazione, dice che "non esistono stelle di colore verde". Peraltro in alcune immagini astronomiche realizzate con falsi colori, una scala di colore legata alla temperatura delle stesse e quindi alla lunghezza d'onda della luce emessa, le stelle possono essere di colore verde.

## Oggetti astronomici che possono sembrare verdi
Anche se non ci sono stelle veramente verdi, ci sono molti oggetti astronomici che a volte possono sembrare stelle verdi. Questa sezione ne elenca alcuni.

### Stelle multiple

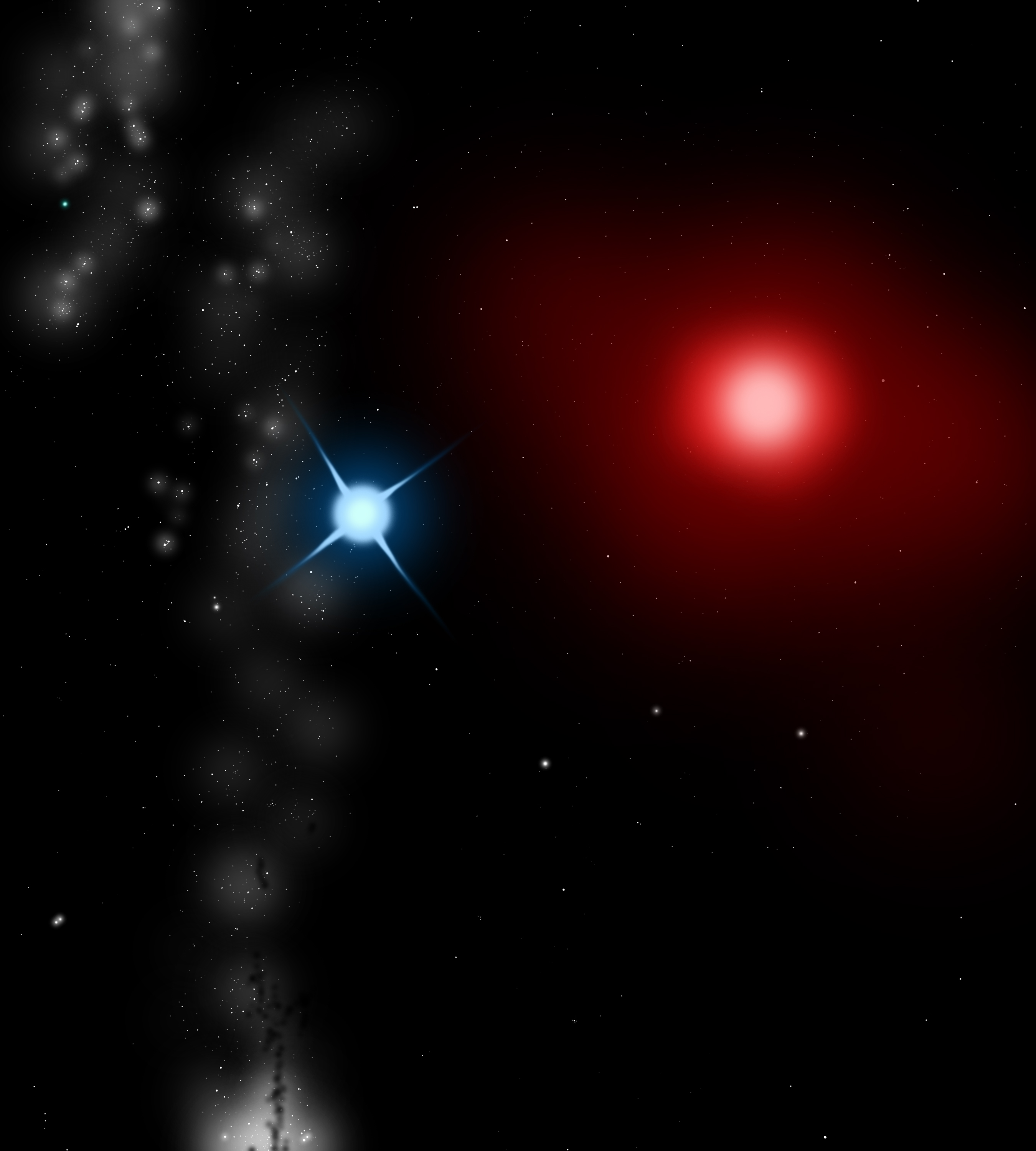
Antares (rossa) e la sua compagna Antares B

Nei sistemi a stella doppia o multipla che contiengono una grande stella rossa o arancione, le stelle vicine possono apparire verdastre.
Questo effetto è dovuto al contrasto derivante dall'osservazione di due punti luminosi, di cui uno molto più colorato e luminoso. In questo caso la stella meno luminosa appare del colore complementare: quindi la stella minore sembra verde, se quella principale è rossa oppure blu se quella più luminosa è gialla.
L'esempio classico è costituito dalla stella Antares B, compagna della supergigante rossa Antares.
Altri esempi sono il sistema solare di Almach e Sigma Cassiopeiae, una stella binaria a 1500 anni luce dalla Terra. Sigma Cassiopeiae ha una primaria di magnitudine 5.0 di colore verde e una secondaria di grandezza 7.3 di colore blu.
Nel 1779 William Herschel scoprì una stella "verde smeraldo" di magnitudine 5,39, compagna della gigante rossa Ras Algethi.

### Beta Librae

La stella Beta Librae (Zubeneschemali)

La stella Beta Librae (Zubeneschamali), nota anche come "chela settentrionale" della costellazione dello Scorpione, venne descritta in passato come unica stella verde visibile ad occhio nudo: in particolare Thomas William Webb la descrisse con una "bella tonalità verde pallido", così come William Tyler Olcott la descrisse come "distintamente verde". Tuttavia gli osservatori moderni la descrivono come bianca.
Non sembra esserci consenso su quale sia realmente il suo colore e non sembra esservi una spiegazione generalmente accettata per spiegare perché alcuni osservatori in passato l'abbiano considerata verde.

### Nebulose

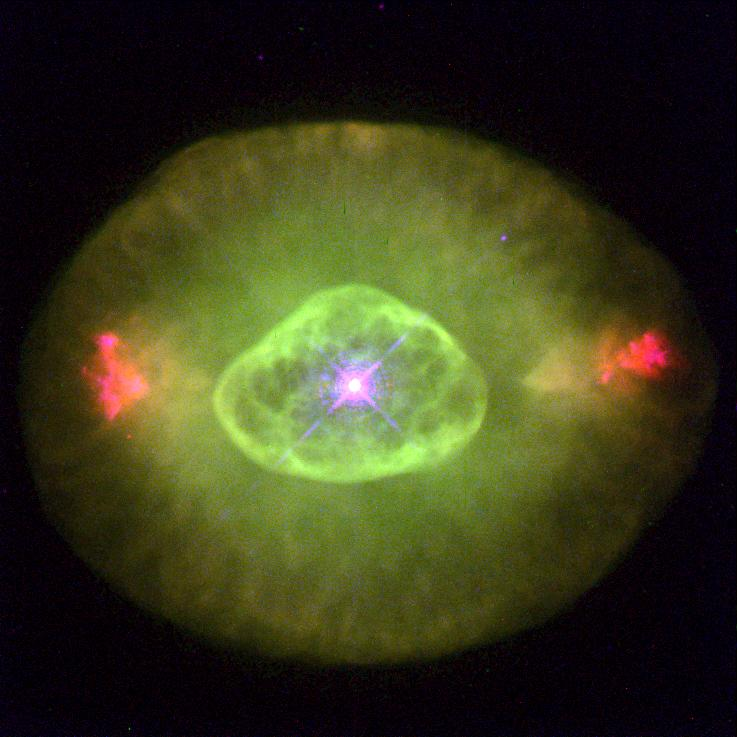
La nebulosa planetaria NGC 6826

Alcune nebulose planetarie sono di colore verde chiaro, specialmente se contengono ossigeno. 
Queste nebulose, o le stelle al loro interno, possono sembrare stelle verdi. Alcuni esempi sono le nebulose planetarie NGC 6572, NGC 6826 e NGC 7009. In questo caso però non si tratta di corpi neri e il colore verde è dovuto alla rifrazione della luce da parte dei gas.

### Urano

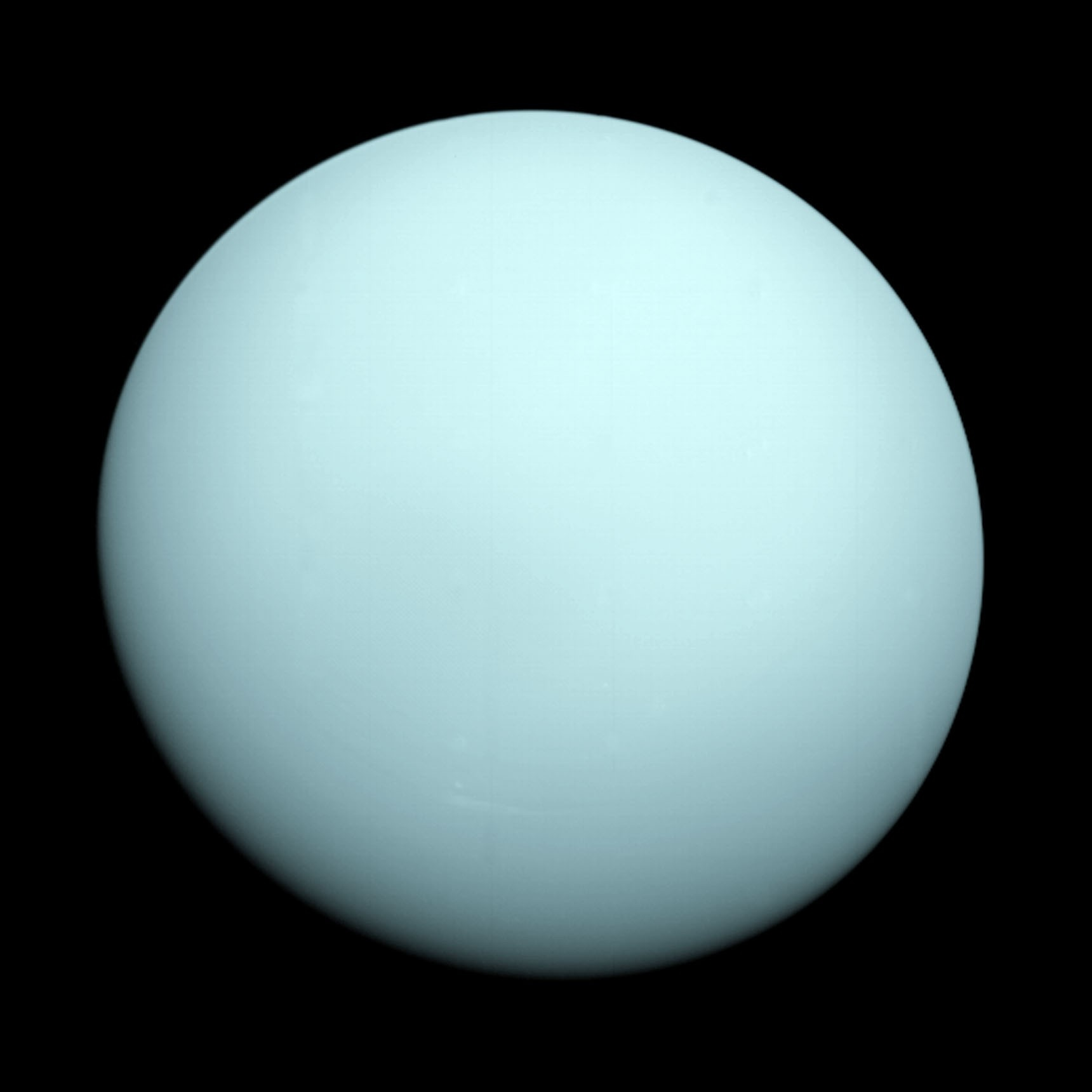
Il pianeta Urano

Il pianeta Urano, che a volte può essere confuso con una stella, può apparire verdastro in quanto ha molto metano che assorbe la luce rossa.

### Sole

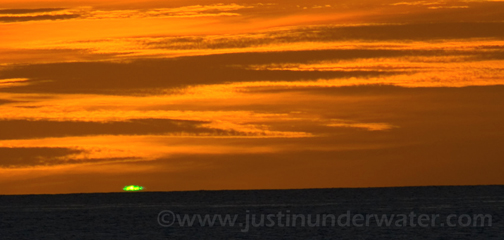
Il cosiddetto raggio verde del Sole

Il Sole può a volte apparire verde per un secondo o due durante l'alba o al tramonto: questo fenomeno è noto come raggio verde. Questo avviene perché la luce rossa del Sole è bloccata dalla Terra, la luce blu è diffusa dall'atmosfera e la luce verde è rifratta dall'atmosfera all'osservatore.
Un effetto simile può essere visto occasionalmente con altri oggetti astronomici come la luna e pianeti luminosi.